# Chazael

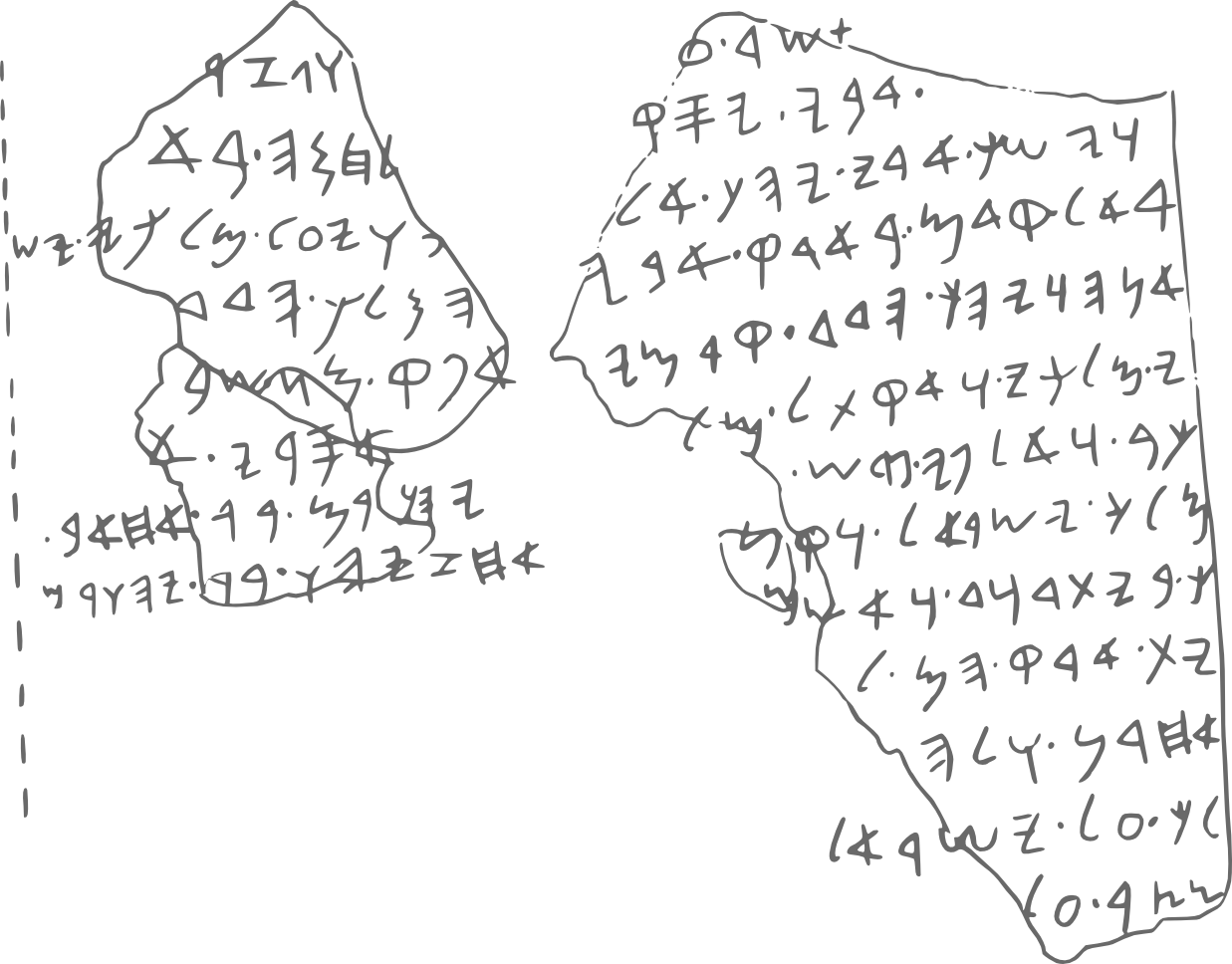
Inskrypcja na steli z Tel Dan, prawdopodobnie z okresu panowania Chazaela

Chazael (hebr. ‏חֲזָהאֵל‎) – król Aramu-Damaszku, wspominany w Starym Testamencie i źródłach asyryjskich. Jego imię widnieje także na jednej z płytek z kości słoniowej znalezionych w Arslan Tash. Panował od ok. 844/842 p.n.e. do ok. 800 p.n.e.
Początkowo był urzędnikiem na dworze Ben-Hadada II. Według Biblii Bóg nakazał Eliaszowi namaścić go na króla Damaszku, jednak zrealizował to dopiero Elizeusz, który po objawieniu Chazaelowi woli Pana zapłakał, przewidując co ten uczyni Izraelitom. Chazael zabił Ben-Hadada i przejął tron. Ze względu na uzurpatorski charakter rządów inskrypcja króla Salmanasara III nazywa go „synem nikogo”, a stela z Tel Dan mówi, że królem uczynił go bóg Hadad, a nie jego ojciec. 
Objęcie władzy przez Chazaela doprowadziło do upadku przymierza z Izraelem przeciwko Asyrii. Podjął wojnę z Izraelem i pokonał jego króla Jorama pod Ramot w Gileadzie. Wkrótce potem, w 841 p.n.e., Salmanasar III zaatakował Aram i pobił Chazaela w bitwie u podnóża góry Senir, jednak nie udało mu się zdobyć Damaszku i pojmać króla Aramu. Ponowił próbę trzy lata później, jednak znowu nieskutecznie. Po ustaniu zmagań z Asyryjczykami, Chazael rozpoczął ekspansję na południe. W wojnie z królem izraelskim Jehu zajął większość Zajordania. Zaatakował też ziemie Filistynów i zajął Gat. Planował atak na Judę, jednak zaniechał go po otrzymaniu trybutu. Podczas rządów Joachaza Izrael dostał się pod jarzmo Aramejczyków, przez co armia Izraela została praktycznie unicestwiona, przy czym według Alfreda Tschirschnitza był to warunek pokoju narzuconego przez Chazaela, a nie wynik strat wojennych. W tym okresie nastąpił szczyt potęgi Aramu. Podczas rządów Ben-Hadad III, następcy Chazaela, Damaszek utracił większość zdobytych terytoriów.